# Pallamano ai Giochi della XI Olimpiade
Il torneo di pallamano della XI Olimpiade fu il primo torneo olimpico a essere disputato. Si svolse dal 6 al 14 agosto 1936 a Berlino e vide la vittoria per la ultima volta della Germania. Le partite vennero disputate in tre stadi: il Polizeistadion, il BSV-Platz e lo stadio olimpico.
Per la prima volta la pallamano venne inclusa nel programma delle Olimpiadi di Berlino, per le sole rappresentative maschili e giocata col formato di squadre da 104 giocatori e all'aperto. Secondo una teoria, l'introduzione della pallamano nel programma olimpico fu dovuta a un'insistente richiesta di Adolf Hitler, essendo le regole del gioco state codificate in Germania. Ritornò a far parte tra gli sport olimpici a partire da Monaco 1972.

## Formula
Al torneo presero parte 6 rappresentative nazionali, che vennero suddivise in due gruppi. Le prime due squadre classificate di ciascun gruppo disputarono un girone finale per l'assegnazione delle medaglie. Le squadre terze classificate disputarono la finale per il 5º posto.

## Calendario
| Pallamano ai Giochi della XI Olimpiade | Pallamano ai Giochi della XI Olimpiade | Pallamano ai Giochi della XI Olimpiade | Pallamano ai Giochi della XI Olimpiade | Pallamano ai Giochi della XI Olimpiade | Pallamano ai Giochi della XI Olimpiade | Pallamano ai Giochi della XI Olimpiade | Pallamano ai Giochi della XI Olimpiade | Pallamano ai Giochi della XI Olimpiade | Pallamano ai Giochi della XI Olimpiade | Pallamano ai Giochi della XI Olimpiade |
| Ago'36                                 | 6                                      | 7                                      | 8                                      | 9                                      | 10                                     | 11                                     | 12                                     | 13                                     | 14                                     | Totale                                 |
| -------------------------------------- | -------------------------------------- | -------------------------------------- | -------------------------------------- | -------------------------------------- | -------------------------------------- | -------------------------------------- | -------------------------------------- | -------------------------------------- | -------------------------------------- | -------------------------------------- |
| Uomini                                 | 1ºT                                    | 1ºT                                    | 1ºT                                    |                                        | GF                                     |                                        | GF                                     |                                        | GF                                     | 1                                      |
| Totale                                 |                                        |                                        |                                        |                                        |                                        |                                        |                                        |                                        | 1                                      | 1                                      |

| Gironi preliminari | Girone finale |

## Squadre partecipanti
|                     | Posti | Qualificate                                   |
| ------------------- | ----- | --------------------------------------------- |
| Paese organizzatore | 1     | Germania                                      |
| Ammesse             | 5     | Ungheria Stati Uniti Austria Romania Svizzera |

## Risultati

### Fase a gruppi

#### Gruppo A

##### Classifica
| Pos. | Squadra     | Pt | G | V | N | P | GF | GS | DR  |
| ---- | ----------- | -- | - | - | - | - | -- | -- | --- |
| 1.   | Germania    | 4  | 2 | 2 | 0 | 0 | 51 | 1  | +50 |
| 2.   | Ungheria    | 2  | 2 | 1 | 0 | 1 | 7  | 24 | -17 |
| 3.   | Stati Uniti | 0  | 2 | 0 | 0 | 2 | 3  | 36 | -33 |

#### Risultati
| Berlino 6 agosto 1936, ore 17:15 | Germania | 22 – 0 (15-0) | Ungheria | Polizeistadion |

| Berlino 7 agosto 1936, ore 17:20 | Ungheria | 7 – 2 (4-1) | Stati Uniti | Polizeistadion |

| Berlino 8 agosto 1936, ore 17:15 | Germania | 29 – 1 (17-0) | Stati Uniti | Polizeistadion |

#### Gruppo B

##### Classifica
| Pos. | Squadra  | Pt | G | V | N | P | GF | GS | DR  |
| ---- | -------- | -- | - | - | - | - | -- | -- | --- |
| 1.   | Austria  | 4  | 2 | 2 | 0 | 0 | 32 | 6  | +26 |
| 2.   | Svizzera | 2  | 2 | 1 | 0 | 1 | 11 | 20 | -9  |
| 3.   | Romania  | 0  | 2 | 0 | 0 | 2 | 9  | 26 | -17 |

#### Risultati
| Berlino 6 agosto 1936, ore 17:15 | Austria | 18 – 3 (5-1) | Romania | BSV-Platz |

| Berlino 7 agosto 1936, ore 17:15 | Svizzera | 8 – 6 (5-2) | Romania | BSV-Platz |

| Berlino 8 agosto 1936, ore 17:15 | Austria | 14 – 3 (8-2) | Svizzera | BSV-Platz |

### Finale 5º posto
| Berlino 10 agosto 1936, ore 11:00 | Romania | 10 – 3 (4-0) | Stati Uniti | BSV-Platz |

### Girone finale

#### Classifica
| Pos.    | Squadra  | Pt | G | V | N | P | GF | GS | DR  |
| ------- | -------- | -- | - | - | - | - | -- | -- | --- |
| Oro     | Germania | 6  | 3 | 3 | 0 | 0 | 45 | 18 | +27 |
| Argento | Austria  | 4  | 3 | 2 | 0 | 1 | 28 | 23 | +5  |
| Bronzo  | Svizzera | 2  | 3 | 1 | 0 | 2 | 22 | 32 | -10 |
| 4.      | Ungheria | 0  | 3 | 0 | 0 | 3 | 18 | 40 | -22 |

#### Risultati
| Berlino 10 agosto 1936, ore 16:00 | Germania | 19 – 6 (11-3) | Ungheria | Polizeistadion |

| Berlino 10 agosto 1936, ore 18:00 | Austria | 11 – 6 (6-3) | Svizzera | Polizeistadion |

| Berlino 12 agosto 1936, ore 15:00 | Austria | 11 – 7 (5-2) | Ungheria | Stadio olimpico |

| Berlino 12 agosto 1936, ore 17:00 | Germania | 16 – 6 (9-3) | Svizzera | Stadio olimpico |

| Berlino 14 agosto 1936, ore 15:00 | Svizzera | 10 – 5 (7-2) | Ungheria | Stadio olimpico |

| Berlino 14 agosto 1936, ore 16:50 | Germania | 10 – 6 (5-2) | Austria | Stadio olimpico |

## Classifica finale
| Pos | Squadre     |
| --- | ----------- |
|     | Germania    |
|     | Austria     |
|     | Svizzera    |
| 4   | Ungheria    |
| 5   | Romania     |
| 6   | Stati Uniti |

## Podio
| Oro | Argento | Bronzo |
| Germania | Austria | Svizzera |
| Heinz Körvers Arthur Knautz Willy Bandholz Hans Keiter Willi Brinkmann Georg Dascher Erich Herrmann Hans Theilig Helmut Berthold Alfred Klingler Fritz Fromm Karl Kreutzberg Heinrich Keimig Wilhelm Müller Kurt Dossin Rudolf Stahl Hannes Hansen Fritz Spengler Edgar Reinhardt Günther Ortmann Wilhelm Baumann Helmut Braselmann | Alois Schnabel Franz Bartl Johann Tauscher Otto Licha Emil Juracka Leopold Wohlrab Jaroslav Volak Alfred Schmalzer Ludwig Schuberth Ferdinand Kiefler Anton Perwein Fritz Maurer Franz Brunner Fritz Wurmböck Siegfried Purner Hans Zehetner Hans Houschka Franz Bistricky Franz Berghammer Walter Reisp Josef Krejci Siegfried Powolny | Willy Gysi Robert Studer Erich Schmitt Rolf Faes Erland Herkenrath Burkhard Gantenbein Werner Meyer Max Streib Georg Mischon Ernst Hufschmid Eugen Seiterle Edy Schmid Max Bloesch Werner Scheurmann Willy Schäfer Willy Hufschmid Rudolf Wirz |